# Jübberde
Jübberde ist ein Ort in der Gemeinde Uplengen im niedersächsischen Landkreis Leer in Ostfriesland. Ortsvorsteher ist Reinhard Theen.
Im Dezember 2018 wurde die Ortschronik des Dorfes veröffentlicht (Verfasser Holger Schoon).

## Geschichte
Jübberde wird erstmals in der Beestbeschreibung Ambts Stickhausen, Lengener Vogtey des Jahres 1598 genannt. Dort wurde es Jüberden genannt. Zu dieser Zeit hatte das Bauerndorf zwölf Bauernhäuser. Der Viehbestand betrug 25 Pferde, 52 Ochsen, 77 Kühe und 65 Kälber.

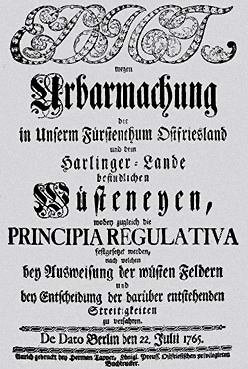
Urbarmachungsedikt

Im Jahr 1744 fiel Ostfriesland durch eine Exspektanz an Preußen. Nachdem Friedrich der Große 1765 das Urbarmachungsedikt unterzeichnet hatte, kam es zur Anlegung von drei Moorkolonien in der Jübberder Gemarkung. Alle sind 1772 gegründet worden, es handelt sich dabei um Ochsenkopf, Zinskenfehn und Bargerfehn. Im Falle der beiden letzteren weist die Namensendung -fehn jedoch nicht auf eine durch einen Fehnkanal angeschlossene Siedlung hin, sondern lediglich auf deren Lage im Moor. Die Neusiedler stammten zum großen Teil aus den umliegenden alten Geestdörfern, auch solchen, die sich heute nicht auf Uplengener Gemeindegebiet befinden. Die Neusiedlungen entwickelten sich nur sehr langsam. Für Zinskenfehn sind 1823 acht Personen an zwei „Feuerstellen“ überliefert.
Wie in ganz Uplengen ist in Jübberde insgesamt ein starker Rückhalt für die CDU im ansonsten sozialdemokratisch geprägten Ostfriesland festzustellen. Bei der Bundestagswahl 1949 errang die CDU mit 51,1 Prozent den Wahlsieg, die SPD lag mit 30 Prozent auf Platz zwei – womit die Sozialdemokraten allerdings im Vergleich mit anderen Gemeinden Uplengens einen überdurchschnittlichen Anteil der Wählerstimmen für sich verbuchen konnten. Die rechtsextreme Deutsche Reichspartei kam auf 8,9 Prozent, die FDP auf 5,3 Prozent und die Deutsche Partei auf 4,7 Prozent. In den folgenden Jahrzehnten hielten die Christdemokraten die Sozialdemokraten und alle weiteren Parteien deutlich auf Distanz. Sie erreichte Ergebnisse zwischen 65 Prozent (1953) und 56,4 Prozent (1972). Die Sozialdemokraten bewegten sich bis 1972 zwischen knapp 19 und knapp 29 Prozent. Bei der „Willy-Brandt-Wahl“ 1972, die der SPD in Ostfriesland ein Rekordergebnis und das Eindringen in manche vorherige CDU-Bastion erbrachte, steigerten die Sozialdemokraten auch in Jübberde ihr Ergebnis: Erstmals seit 1949 lagen sie mit 38,9 Prozent der Wählerstimmen deutlich über der 30-Prozent-Marke. Bei der Bundestagswahl 2002 lag die SPD mit 47,8 Prozent klar vor der CDU (40,1 Prozent). Bei der Wahl drei Jahre später lag die CDU dann mit 43,1 Prozent wieder knapp vor der SPD (40 Prozent). Die kleineren Parteien spielten bei Bundestagswahlen nur eine untergeordnete Rolle (2005: FDP mit 5,1 Prozent, die Grünen mit 6,3 Prozent und Die Linke mit 3,1 Prozent).
Am 1. Januar 1973 wurde Jübberde in die neue Gemeinde Uplengen eingegliedert.
Der Ort wuchs vor allem durch die Aufnahme von Vertriebenen aus den ehemaligen Ostgebieten des Deutschen Reiches beträchtlich. Sie stellten 1946 139 der insgesamt 608 Einwohner. Dies entsprach einem Anteil von 22,9 Prozent. Der Anteil sank bis 1950 deutlich auf 16,9 Prozent (100 von 592 Einwohnern).
| Jahr | Einwohnerzahl |
| ---- | ------------- |
| 1821 | 148           |
| 1848 | 203           |
| 1871 | 218           |
| 1885 | 258           |
| 1905 | 325           |
| 1925 | 430           |

| Jahr | Einwohnerzahl |
| ---- | ------------- |
| 1933 | 433           |
| 1939 | 467           |
| 1946 | 608           |
| 1950 | 592           |
| 1961 | 531           |
| 1970 | 556           |

## Vereine
- Freiwillige Feuerwehr Jübberde
- Angelverein „Gut Fang“ Jübberde

## Persönlichkeiten
- Tamme Weyert Theodor Janssen (* 21. Juni 1816 in Jübberde; † 21. Juni 1894 in Düsseldorf), Maler, Zeichner und Kupferstecher